# 哈尔邦格
哈尔邦格（Harbang）是孟加拉国吉大港专区科克斯巴扎尔县的一个村庄，位於查加里亞烏帕齊拉。